# 山口拓夢
山口 拓夢（やまぐち たくむ 1966年 - ）は、日本の西洋哲学、神話学者。元札幌大学女子短期大学部教授。文化人類学者山口昌男の次男。山口類児（日本の美術監督・NHK職員)は、実の兄。東京都府中市出身。

## 経歴
学習院大学大学院人文科学研究科博士課程満期退学（文学修士）。武蔵野美術大学、和光大学、学習院大学、札幌大学非常勤講師を経て、2017年より札幌大学特任教授。2018年より札幌大学女子短期大学部教授。

## 著書

### 単著
- 「短歌で読む哲学史」田畑書店 2017年[2]
- 「短歌で読むユング」田畑書店 2019年
- 「短歌で読む宗教学」田畑書店 2021年
- 「短歌で読むベンヤミン」田畑書店 2023年
- 「短歌で読むニーチェ対ハイデガー」デザインエッグ社 2025年

### 編著・共著２
- 「宗教への問い5 宗教の闇」 所収 「ディオニュソスの音楽」 岩波書店 2000年[3]

### 学術論文
- 山口拓夢「思想のトポロジー、パイドロス篇の構造とその背後に潜むもの」『学習院大学人文科学論集』第3号、学習院大学、1994年9月、1-15頁、ISSN 0919-0791、NAID 110007575526。
- 山口拓夢「神をみつめるソフィスト--エウリピデスの「バッカイ」」『西洋古典研究会論集』第5号、西洋古典研究会事務局、1996年、15-31頁、ISSN 09183744、NAID 40004925735。
- 山口拓夢「洞窟のマレーヴィチ--芸術宗教学に向けて」『武蔵野美術大学研究紀要』第34号、武蔵野美術大学、2003年、119-126頁、ISSN 02886030、NAID 40006272397。
- 山口拓夢「夢見るコギト--存在を詩で語るということ」『武蔵野美術大学研究紀要』第36号、武蔵野美術大学、2005年、169-177頁、ISSN 02886030、NAID 40007350184。
- 山口拓夢「ギリシア悲劇とヨーロッパの古層」『人文』第6号、学習院大学、2007年、7-20頁、ISSN 18817920、NAID 110006619001。
- 山口拓夢「『エミール』の教育思想」『札幌大学女子短期大学部紀要』第65号、札幌大学女子短期大学部、2018年3月、95-116頁、ISSN 0288-8211、NAID 120006424231。
- 山口拓夢「オルフェウスと聖人元型」『札幌大学総合論叢』第45号、札幌大学総合研究所、2018年3月、128-111頁、ISSN 1342-324X、NAID 120006472814。
- フライエルト ウィリアム・K, 山口拓夢「翻訳 オルフェウスあるいはポリスの遁走曲 : ウィリアム・K・フライエルト『神話とポリス』(p.32-48)」『札幌大学女子短期大学部紀要』第66号、札幌大学女子短期大学部、2018年11月、79-101頁、ISSN 0288-8211、NAID 120006546597。
- デイヴィスン ジーン・M, 山口拓夢「翻訳 神話と周縁部 : ジーン・M・デイヴィスン『神話とポリス』(p.49-63)」『札幌大学女子短期大学部紀要』第67号、札幌大学女子短期大学部、2019年3月、101-120頁、ISSN 0288-8211、NAID 120006596261。
- 山口拓夢「異貌のオルフェ」『札幌大学女子短期大学部紀要』第68号、札幌大学女子短期大学部、2020年3月、27-46頁、ISSN 0288-8211、NAID 120006817198。
- 山口拓夢「オルフェウスあるいはフラジャイルの詩学」『札幌大学女子短期大学部紀要』第70号、札幌大学女子短期大学部、2022年3月、21-44頁、ISSN 0288-8211。
- 山口拓夢「『論考』から『探究』へ」」『札幌大学女子短期大学部紀要』第71号、札幌大学女子短期大学部、2023年3月、83-104頁、ISSN 0288-8211
- 山口拓夢「文化の無意識」『札幌大学女子短期大学部紀要』第71号、札幌大学女子短期大学部、2023年3月、105-126頁、ISSN 0288-8211

### 翻訳
- 「世界神話辞典]」 アーサー・コッテル著 共訳 柏書房 1993年[4]
- 「ディオニュソスの詩学」チャールズ・シーガル著 国文社 2002年[5]
- 「死と来世の神話学」所収 「古代ギリシア人の死生観」 ロバート・ガーランド著 言叢社 2007年[6]